# Монтгомерівілл (Пенсільванія)
Монтгомерівілл (англ. Montgomeryville) — переписна місцевість (CDP) в США, в окрузі Монтгомері штату Пенсільванія. Населення — 12 998 осіб (2020).

## Географія
Монтгомерівілл розташований за координатами 40°15′1″ пн. ш. 75°14′26″ зх. д. / 40.25028° пн. ш. 75.24056° зх. д. (40.250234, -75.240509).  За даними Бюро перепису населення США в 2010 році переписна місцевість мала площу 12,32 км², уся площа — суходіл.

## Демографія
Згідно з переписом 2010 року, у переписній місцевості мешкали 12 624 особи в 4482 домогосподарствах у складі 3463 родин. Густота населення становила 1025 осіб/км².  Було 4560 помешкань (370/км²).
Расовий склад населення:
| - 79,0 % — білих - 14,6 % — азіатів - 4,5 % — чорних або афроамериканців - 0,1 % — корінних американців |

До двох чи більше рас належало 1,4 %. Частка іспаномовних становила 2,3 % від усіх жителів.
За віковим діапазоном населення розподілялося таким чином: 25,3 % — особи молодші 18 років, 63,8 % — особи у віці 18—64 років, 10,9 % — особи у віці 65 років та старші. Медіана віку мешканця становила 40,1 року. На 100 осіб жіночої статі у переписній місцевості припадало 96,0 чоловіків;  на 100 жінок у віці від 18 років та старших — 91,9 чоловіків також старших 18 років.
Середній дохід на одне домашнє господарство  становив 122 765 доларів США (медіана — 104 276), а середній дохід на одну сім'ю — 137 064 долари (медіана — 120 653). Медіана доходів становила 70 938 доларів для чоловіків та 56 812 долари для жінок. За межею бідності перебувало 5,2 % осіб, у тому числі 7,2 % дітей у віці до 18 років та 2,4 % осіб у віці 65 років та старших.
Цивільне працевлаштоване населення становило 7276 осіб. Основні галузі зайнятості: освіта, охорона здоров'я та соціальна допомога — 22,7 %, науковці, спеціалісти, менеджери — 17,1 %, виробництво — 16,0 %.